# Ахроїт
Ахроїт (рос. ахроит; англ. achroite; нім. Achroit) — мінерал, безбарвний до блідо-зеленого різновид турмаліну.

## Опис
Деякі кристали рожеві на одному кінці і зелені на іншому. Можливе також концентричне кольорове зонування. Кольорові сорти, коли вони прозорі і не мають недоліків, цінуються як дорогоцінні камені.